# Taió
Taió là một đô thị thuộc bang Santa Catarina, Brasil. Đô thị này có diện tích 693 km², dân số năm 2007 là 16838 người, mật độ 24,3 người/km².